# Kaiky Fernandes
Kaiky Fernandes Melo (Santos, 12 januari 2004) is een Braziliaans voetballer die bij voorkeur als centrale verdediger speelt. Hij speelt bij Santos.

## Clubcarrière
Kaiky speelde in de jeugd bij Santos. Op 21 december 2020 tekende hij zijn eerste profcontract. Op 9 maart 2021 scoorde Kaiky bij zijn debuut in de Copa Libertadores tegen Deportivo Lara. Op 29 mei 2021 volgde zijn competitiedebuut tegen EC Bahia.